# Setabis cleomedes
Setabis cleomedes is een vlindersoort uit de familie van de prachtvlinders (Riodinidae), onderfamilie Riodininae.
Setabis cleomedes werd in 1870 beschreven door Hewitson.